# Santa Caterina (Rovigno)
Santa Caterina (in croato Sveta Katarina) è un isolotto disabitato della Croazia, situato lungo la costa occidentale dell'Istria, a sud del canale di Leme.
Amministrativamente appartiene alla città di Rovigno, nella regione istriana.

## Geografia
Santa Caterina si trova all'ingresso del porto di Rovigno (luka Rovinj) poco più a sud di punta Sant'Eufemia (rt Sv. Eufemija). Nel punto più ravvicinato dista 260 m dalla terraferma.
Santa Caterina è un isolotto dalla forma allungata, strozzato al centro e orientato in direzione ovest-est, che misura 640 m di lunghezza e 340 m di larghezza massima. Ha una superficie di 0,124 km² e uno sviluppo costiero di 1,825 km. A ovest, raggiunge un'elevazione massima di 25 m s.l.m.
L'isola fu acquistata nel XIX secolo dall'arciduca Carlo Stefano e in seguito rivenduto al conte Ignaz Milewski che vi costruì una villa, dei parchi e dei giardini. La villa, danneggiatasi nel corso degli anni, venne ristrutturata nel 2000.

Oggi Santa Caterina è meta turistica per le spiagge rocciose della parte occidentale e le attrattive scogliere verticali della parte settentrionale.

### Isole adiacenti
- Scoglio Bagnole (Banjol), scoglio situato poco più di 1,1 km a ovest di Santa Caterina.

### Cartografia
- (HR) Mappa topografica della Croazia 1:25000, su preglednik.arkod.hr.